# فرابوتشينو
فرابوتشينو هي علامة تجارية مسجلة لشركة ستاربكس لمجموعة من مشروبات القهوة المثلجة عالية التحلية والممزوجة. يتكون من قهوة أو كريم ممزوجة بالثلج ومكونات مختلفة أخرى مثل العصائر المنكهة ، وعادة ما تعلوها الكريمة المخفوقة أو التوابل. يباع الفرابوتشينو أيضًا كمشروب قهوة معباة في زجاجات في محلات البقالة والمتاجر ومن آلات البيع.

## روابط خارجية
- الموقع الرسمي